# Nürnbergprocessen
Nürnbergprocessen var tre retssager fra 1945 til 1949, som blev ført af de allierede mod tyske ledere efter anden verdenskrig i Nürnberg i den amerikanske sektor efter opdelingen af efterkrigstidens Tyskland. De anklagede var 24 topnazister samt flere fra de tyske koncentrationslejre. I den første Nürnbergproces blev der rejst tiltale mod NSDAP's ledergruppe, Gestapo og Sicherheitsdienst, SS, SA, Rigskabinettet og den tyske overkommando (OKW) for at begrænse retssagerne mod medlemmerne af de seks organisationer.
Af de 24 anklagede i den første proces, var de 21 til stede. Robert Ley begik selvmord, Martin Bormann var forsvundet og Gustav Krupp von Bohlen und Halbach blev fundet for svækket.

## Baggrund
Det var i udgangspunktet ingen selvfølge, at opgøret skulle ske ved en retssag efter juridisk mønster. Churchill havde foreslået, at 50-100 ledende nazister og militære ledere ved krigens slutning skulle henrettes som krigsforbrydere før en tilbagevenden til fredstidens retssikkerhed. Det britiske krigskabinet og den britiske justitsledelse erklærede sig enige. Stalin fremholdt, at hvis 50.000 tyske officerer blev henrettet, kunne krigen afsluttes. Roosevelts opfatning er ikke kendt, men hans finansminister Henry Morgenthau ønskede at få Tyskland sønderbombet og landets ledelse helt udraderet. I en erklæring afgivet i Moskva 30. oktober 1943 fremkom, at de allierede ville holde alle tyske krigsforbrydere ansvarlige, men ikke noget om, hvordan det skulle ske. 
Stalin var først til at ombestemme sig. I februar 1945 foreslog han en allieret domstol, og snart sluttede de andre sig til. 8. august 1945 blev der aftalt et charter til etablering af et internationalt militærtribunal. Dømmende tribunaler var Stalins specialitet, hvor hans udrensninger i 1930'erne blev gennemført som retssager. Også i 1918 havde sejrsmagterne givet Tyskland al skyld for krigen, og fastlagt en fredstraktat, der straffede landets befolkning hårdt, iberegnet en mulig retssag mod kejser Wilhelm. Den blev der dog ikke noget af, da kejseren flygtede til Nederland, som nægtede at udlevere ham, mens straffen mod Tyskland gradvis mildnedes og bortfaldt. For at undgå et tilsvarende halvhjertet opgør, fremstod et tribunal som en fornuftig løsning. 
Til trods for Roosevelts skepsis til Charles de Gaulle, fik Churchill skaffet Frankrig en plads i tribunalet, selv om landet ikke havde været nogen allieret magt, men tværtimod besat område. Det internationale militærtribunal, IMT, blev dermed sat med fire dommere: Nikitsjenko fra Sovjetunionen, Biddle fra USA, de Vabres og Lord Justice Geoffrey Lawrence, som også var rettens formand. Amerikaneren Telford Taylor udarbejdede retningslinjerne. Nürnbergs domhus stod mærkeligt nok uskadt efter bombeangrebene. Et par snes jurister fra de allierede gennemførte sagen, og vurderede dertil lovligheden af de vigtigste nazistiske organisationer for at skabe præcedens for senere retssager. Dermed var rigsregeringen, førerkorpset i NSDAP, SS og SD, Gestapo, SA, generalstaben og overkommandoen OKW til vurdering. De fleste blev dømt ulovlige.
Men hvad kunne danne grundlag for at dømme en lovligt valgt regering, og for at dømme en militær ledelse, hvor generalerne gjorde, hvad generaler til alle tider har gjort, dvs. planlægge krige og føre dem? Et andet problem var forskellen på angelsaksisk common law og andet europæisk lovværk. Sovjetunionen var selv et diktatur, der forbrød sig mod de samme principper som Nazityskland havde, og selv havde overfaldet Polen som led i en ikke-angrebsaftale med Hitler i 1939. Anklagen mod tyskerne for Katynmassakren i 1940 droppede russerne selv, pga. de åbenbare uklarheder som de andre allierede bemærkede ved sagen.

## Tre processer
- Militærdomstol med en repræsentant fra hver af de fire stormagter mod de 24 topnazister (20. november 1945 – 1. oktober 1946).
- Engelsk militærdomstol mod nazistiske ledere fra militæret.
- Amerikansk militærdomstol mod nazistiske ledere fra retsvæsenet, industrien og militæret.

## Domstolens placering
Sovjetunionen ønskede domstolen placeret i Berlin, men Nürnberg blev valgt fordi
- Byen lå i den amerikanske sektor (Tyskland var opdelt i fire sektorer).
- Byens domhus havde rigeligt med plads og var en af de få bygninger, som var næsten ubeskadiget efter intensive allierede bombardementer. Et stort fængsel hørte til komplekset.
- Byen havde været centrum for mange af nazisternes store møder og havde stor symbolværdi for Det Tredje Rige.

## Tiltalepunkter
(a) Forbrydelser mod freden (konspirations-anklagepunktet),
at have planlagt eller åbnet en angrebskrig, eller krænket traktater.
(b) Krigsforbrydelser,
dvs. brud på folkerettens bestemmelser om krigsfanger og repressalier.
(c) Forbrydelser mod menneskeheden,
herunder mord på civile.
Ledere, organisationer eller medhjælpere, som deltog i planer eller konspirationer i henhold til ovennævnte paragraffer, blev i henhold til Charter of the International Military Tribunal af 8. august 1945 (Londontraktaten) anset for kollektivt ansvarlige.

## Sagerne mod topnazisterne
| Navn                                | Position                                                                                 | Dom                                                               |
| ----------------------------------- | ---------------------------------------------------------------------------------------- | ----------------------------------------------------------------- |
| Martin Bormann                      | Rigsminister. Hitlers privatsekretær fra 1941-1945.                                      | Dødsdom in absentia.                                              |
| Karl Dönitz                         | Storadmiral og chef for den tyske flåde fra 1943-1945. Hitlers efterfølger.              | 10 års fængsel.                                                   |
| Hans Frank                          | Generalguvernør i Polen                                                                  | Dødsdom, eksekveret.                                              |
| Wilhelm Frick                       | Rigsindenrigsminister. Rigsprotektor i Böhmen-Mähren fra 1943-1945.                      | Dødsdom, eksekveret.                                              |
| Hans Fritzsche                      | Afdelingschef i Goebbels propagandaministerium og radiospeaker.                          | Frikendt.                                                         |
| Walter Funk                         | Rigsbankchef fra 1939-1945.                                                              | Fængsel på livstid.                                               |
| Hermann Göring                      | Rigsmarskal og øverstkommanderende for Luftwaffe.                                        | Dødsdom, begik selvmord aftenen før dødsdommen skulle eksekveres. |
| Rudolf Hess                         | Hitlers stedfortræder til 1941. Interneret i England i 1941.                             | Fængsel på livstid.                                               |
| Alfred Jodl                         | Generalstabschef og chef for OKW’s operative afdeling.                                   | Dødsdom, eksekveret.                                              |
| Ernst Kaltenbrunner                 | Chef för RSHA og højest rangerende overlevende fra SS.                                   | Dødsdom, eksekveret.                                              |
| Wilhelm Keitel                      | Generalfeltmarskal og chef for OKW.                                                      | Dødsdom, eksekveret.                                              |
| Gustav Krupp von Bohlen und Halbach | Industrimagnat og koncernchef for Kruppverken.                                           | Tiltale frafaldet af helbredmæssige årsager.                      |
| Robert Ley                          | Arbejdsleder og chef for Deutsche Arbeitsfront                                           | Begik selvmord 25. oktober 1945.                                  |
| Konstantin von Neurath              | Diplomat, udenrigsminister fra 1932-1938 og rigsprotektor i Böhmen-Mähren fra 1939-1943. | 15 års fængsel.                                                   |
| Franz von Papen                     | Diplomat og ambassadør i Tyrkiet.                                                        | Frikendt.                                                         |
| Erich Raeder                        | Storadmiral og chef for den tyske flåde fra 1935-1943.                                   | Fængsel på livstid.                                               |
| Joachim von Ribbentrop              | Udenrigsminister fra 1938-1945.                                                          | Dødsdom, eksekveret.                                              |
| Alfred Rosenberg                    | NSDAP’s chefideolog og rigsminister for de okkuperede områder i øst.                     | Dødsdom, eksekveret.                                              |
| Fritz Sauckel                       | Arbejdsleder. Generalbefuldmægtigede for mobilisering af arbejdskraft i 1942.            | Dødsdom, eksekveret.                                              |
| Hjalmar Schacht                     | Rigsbankchef fra 1933-1939, økonomiminister fra 1934-1937.                               | Frikendt                                                          |
| Baldur von Schirach                 | Rigsungdomsleder og chef for Hitlerjugend fra 1933-1940.                                 | 20 års fængsel                                                    |
| Arthur Seyss-Inquart                | Rigskommisær i Nederlandene fra 1940-1945.                                               | Dødsdom, eksekveret.                                              |
| Albert Speer                        | Rustningsminister, Hitlers privatarkitekt og chef for Organisation Todt                  | 20 års fængsel                                                    |
| Julius Streicher                    | Gauleiter i Franken og chefredaktør for Der Stürmer.                                     | Dødsdom, eksekveret.                                              |

## Retssagens afslutning og henrettelser
Domstolen afgav sine domme d. 1. oktober 1946 efter lang votering. Diskussionen drejede sig specielt om, hvorvidt Hess, Funk og Speer skulle dømmes til døden, eller modtage fængselsstraffe til afsoning i Spandau-fængslet i Berlin.
De russiske dommere var stemt for dødsdom, men fik ikke medhold fra resten af dommerpanelet.
Den franske dommer ønskede halshugning af Keitel og Jodl, men fik ikke medhold.
Dødsdommene blev eksekveret natten til d. 16. oktober 1946 og skulle foregå ved hængning. Göring havde begået selvmord nogle timer før henrettelsen, hvorfor Ribbentrop blev den første, som besteg skafottet, efterfulgt af Keitel, Kaltenbrunner, Rosenberg, Frank, Frick, Streicher, Sauckel, Jodl og Seyss-Inquart.
Henrettelserne påbegyndtes kl. 01.11 og blev afsluttet kl. 02.27. Alle 11 blev kremeret i Dachau koncentrationslejr. Russerne insisterede på, at ligene først blev fotograferet nøgne. Asken blev tømt i åen Wenzbach, der løber ud i floden Isar.

## Bagefter
Spiegel-journalist Felix Bohr har afsløret, hvordan fremtrædende repræsentanter for både den katolske og protestantiske kirke i Tyskland tidligt begyndte at så tvivl om Nürnbergdomstolen, ved at fremstille den som et udslag af hævnlyst og "sejrsjustits". Biskopper og kardinaler stod nærmest i kø hos de øverste allierede militærmyndigheder med ansøgninger om benådning for dømte massemordere.
Tyske krigsforbrydere sad fængslet i flere vestlige lande, men med Vesttysklands forbindelser i Vesten blev de fleste løsladt. I Italien og Holland sad fem tyskere under politibevogtning: Herbert Kappler som ansvarlig for Ardeatiner-massakren  i Rom, og "de fire fra Breda", som havde været afgørende ved deportationen af de hollandske jøder. Højtstående tyske politikere, deriblandt socialdemokraterne Willy Brandt og Helmut Schmidt, arbejdede for at få dem sat fri. Den norske angiver Finn Knutinge Kaas, der oprindeligt var dødsdømt, slap ud i november 1957 som følge af tyske myndigheders pres mod den norske regering. Felix Bohr skildrer den vesttyske aktivitet til fordel for landsmænd, der sad arresteret i udlandet for krigsforbrydelser. Han har afsløret, hvordan kirkelige grupperinger, veteranforbund og diplomater dannede et indflydelsesrigt netværk, der tilbød juridisk og økonomisk hjælp. På et tidspunkt, da naziregimets ofre kæmpede for overlevelse, organiserede denne lobby støtte for forbryderne på allerhøjeste politiske niveau.